# Eugenius Bossilkov
Eugenius Levidzjov Bossilkov CP (Bulgaars: Евгений Левиджов Босилков), geboren als Vincent Bossilkov (Belene, 16 november 1900 – Sofia, 11 november 1952) was een Bulgaarse katholieke prelaat die diende als bisschop van Nicopolis van 1947 tot zijn executie in 1952. Hij was lid van de Passionisten.
Bossilkov studeerde in Rome voor zijn doctoraat aan het Pauselijk Oriëntaals Instituut en werd parochiepriester in de Donauvallei. Nadat hij bisschop was geworden, werd hij in 1952 door het communistische regime gearresteerd, samen met vele andere religieuze leiders, en geëxecuteerd wegens vermeende staatsmisdaden. Hij werd in 1998 door paus Johannes Paulus II zalig verklaard.

## Leven
Bossilkov werd op 16 november 1900 geboren in een familie van Bulgaarse katholieken van de Latijnse ritus in Belene, Bulgarije. Na zijn studies trad hij op veertienjarige leeftijd toe tot de congregatie van de Passionisten. De Passionisten zijn een Italiaanse religieuze orde, opgericht door Sint Paulus van het Kruis in de achttiende eeuw. Ze zijn sinds 1781 actief in Bulgarije. Bossilkov studeerde in Passionistenhuizen in Nederland en België en nam de religieuze naam Eugenius aan. Hij legde zijn geloften af in 1920 en werd in 1926 tot priester gewijd.
In 1924 keerde hij terug naar Bulgarije om theologie te studeren. In 1927 vertrok hij naar Rome om zijn doctoraat te behalen aan het Pauselijk Oriëntaals Instituut, waar hij een proefschrift schreef over de Unie van Bulgaren met de Heilige Stoel in het begin van de 13e eeuw. Na zijn terugkeer naar Bulgarije vervulde Bossilkov diverse functies binnen het bisdom, maar hij gaf de voorkeur aan het werken met leken. Hij werd parochiepriester in de Donauvallei, waar zijn reputatie als geleerde groeide. Hij werd ook bekend om zijn werk met de jongeren in zijn parochie.
Na de Tweede Wereldoorlog viel de Sovjet-Unie het Koninkrijk Bulgarije binnen en installeerde een communistische regering onder leiding van Jozef Stalin. Het nieuwe regime begon wetten uit te vaardigen om religieuze instellingen en overtuigingen te vernietigen. In deze periode werd Bossilkov in 1947 benoemd tot bisschop van Nicopolis. Vanaf 1949 verslechterde de houding van de staat ten opzichte van religieuze instituten. In datzelfde jaar deporteerde de regering de apostolisch nuntius, confisqueerde eigendommen van de Rooms-Katholieke Kerk en onderdrukte religieuze congregaties. In 1952 begon de overheid massaal kerkelijke functionarissen te arresteren. Op 16 juli werd Bossilkov door de politie gearresteerd in Sofia.

### Gevangenschap en proces
Bossilkov werd zowel fysiek als mentaal gemarteld in de gevangenis en gedwongen een bekentenis af te leggen dat hij leider was van een katholieke samenzwering tegen het communisme. Tijdens een politiek showproces werden twee pistolen, zogenaamd in beslag genomen van een katholiek college in Sofia, als bewijs getoond. Deze pistolen waren echter onderdeel van een museumcollectie. Bossilkov werd schuldig bevonden, en de officiële uitspraak luidde:
"Op grond van artikelen 70 en 83 van het strafwetboek veroordeelt het Hof de beschuldigde, Eugenius Bossilkov, tot de doodstraf door een vuurpeloton, en worden al zijn bezittingen in beslag genomen... Dr. Eugenius Bossilkov, katholieke bisschop; voltooide zijn religieuze studies in Italië en werd door het Vaticaan opgeleid voor contrarevolutionaire activiteiten en spionage. Hij is een van de leiders van een clandestiene katholieke organisatie. Hij had contact met diplomaten uit imperialistische landen en gaf hen vertrouwelijke informatie. De beschuldigde riep een diocesane raad bijeen waarin werd besloten het communisme te bestrijden via religieuze conferenties, zogenaamde 'missies' gehouden in Bulgarije. Tegen dit vonnis is geen beroep mogelijk."
Bossilkov werd op de avond van 11 november 1952 om 23:30 uur geëxecuteerd door een vuurpeloton op het terrein van de gevangenis. Zijn lichaam werd in een massagraf gegooid en nooit teruggevonden. Paus Pius XII verwees naar Bossilkovs terdoodveroordeling in zijn encycliek "Orientales Ecclesias" aan de Oriëntaalse Kerken in 1952. Pas in 1975 werd bevestigd dat de bisschop was overleden, toen een Bulgaarse minister het Vaticaan bezocht en rechtstreeks door paus Paulus VI werd gevraagd naar het lot van Bossilkov. Hij antwoordde dat de bisschop 23 jaar eerder in de gevangenis was overleden.

## Zaligverklaring
In de jaren 1980 verzamelde men bewijsmateriaal over het leven en de dood van Bossilkov, dat werd voorgelegd aan de Congregatie voor de Heilig- en Zaligsprekingsprocessen in Rome. Tijdens bijeenkomsten in 1993 en 1994 verklaarde de Congregatie zich gunstig over de zaak van Bossilkov als katholieke martelaar vanuit theologisch en juridisch perspectief. Op 15 maart 1998 verklaarde paus Johannes Paulus II Bossilkov zalig.
In 2010 werd Eugenius Bossilkov door het Bulgaarse parlement gerehabiliteerd.